# Cómics de Lordi
Lordi, aparte de ser una banda, también tiene cómics propios. Dichos cómics están creados por el líder de la banda, Mr. Lordi, junto con Petri Hiltunen, Mattipekka Ratia, Sami Kivelä y Jouko Nuora.

## Monster Magazine
Monster Magazine es un cómic de Lordi publicado en 2002. Sólo se hicieron 500 ejemplares de la revista, y sólo estaba disponible para las personas que habían comprado una copia del primer sencillo de Lordi "Would You Love a Monsterman?". Hoy en día Monster Magazine es una rareza y es muy buscado entre los coleccionistas de Lordi.

### Anuncios falsos
El cómic incluye anuncios falsos de Lordi 
Los productos que se incluyen son:
- Kita's Blood Drops

Mentas con sabor a cereza
- The Lordi Tales

Un programa de televisión, con "las terribles noticias de los últimos monstruos, los viernes a las 20:00 en MBC"
- Lordi Trading Cards (second series) - They'll catch you all!!!

Cromos clásicos de Rokemon, una parodia de Pokémon.
- Wrestling World Entertainment and Lordi Company inc. present Enary - Raise the bets, she'll raise hell!

Un evento de lucha libre con Enary. El anuncio también incluye una imagen de Enary con un traje diferente.
- Magnumizer Of Mayhem - Bring on the new world order!

Un  juego de PC de disparos de primera persona.
Sin embargo, hay un anuncio real del sencillo Would You Love a Monsterman?

### Créditos
Historia, lápices, tintas y el color por Mr. Lordi
Cubierta, Letra y el diseño por Mr. Lordi y Mika Lindberg

## The Uninvited Guests
The Uninvited Guests se publicó en la revista "Suosikki" número 3 del 2003. Era una historia diseñada por el propio Mr. Lordi

## Keräilijä
Keräilijä. En la revista "Jysäys" número 2 del 2006 se pueden encontrar en la imagen de portada un gran cartel de Lordi, y en la página 5 una historia del mismo Mr. Lordi.

## Alkuperä
Alkuperä se publicó el 26 de octubre de 2006 por Mr. Lordi. Las decisiones del cómic las han tomado principalmente han tomado parte en Mr. Lordi, Petri Hiltunen y Matti Pekka Ratia, y publicado por la compañía Arktinen Banaani.

## Verenjano
Verenjano se publicó el 21 abril de 2007 por Mr. Lordi. Los que han participado en la historia del cómic han sido Mr. Lordi, Petri Hiltunen y Sami Kivelä, y publicado por la compañía Arktinen Banaani. Verenjano indica cómo Awa, Amen, Ox y Kita se reunieron por primera vez con Mr. Lordi.

## Verensininen
Lordi 3: Verensininen fue publicado el 29 de octubre de 2008 y es el tercer cómic de las series publicadas por Mr. Lordi.

### Historia de la publicación
Toda la obra de arte del cómic es de Petri Hiltunen, Sami Kivelä, Mattipekka Ratia y Jouko Nuora. A diferencia de los otros cómics de Lordi, Mr. Lordi no hacer nada de la obra de arte, con excepción de la cubierta frontal. Estaba demasiado ocupado haciendo el diseño del álbum Deadache y de los nuevos trajes de la banda de Lordi.
La palabra Verensininen se traduce como "Sangre azul", que se entiende como una metáfora para describir la sangre muerta o fría.
Al igual que con los actuales miembros de Lordi, los exmiembros de la banda Magnum, Kalma y Enary regresan para ayudar al escuadrón de los monstruos.